# Mednarodna organizacija za meteorje
Mednarodna organizacija za meteorje (angleško International Meteor Organization, kratica IMO) je bila osnovana leta 1988. Vključuje nekaj sto ljubiteljskih astronomov. Nastala je zaradi potrebe po mednarodnem sodelovanju pri opazovanju meteorjev.
Zbiranje podatkov z različnimi metodami pomaga pri analizi meteorskih rojev, kometov in medplanetarnega prahu.